# Герцики
Герцики — козацько-старшинський, згодом дворянський рід єврейського походження Лівобережної України, вихідців з Правобережжя.
Походять від єврея Симона Герцика (?—1689), мешканець м. Умань, який 1650 прийняв християнство.
- Його син — Павло Семенович Герцик (р. н. невід. — бл. 1700) — полтавський полковник (1675–76, 1677, 1683–87, 1691–95). Уславився як меценат, коштом якого збудовано Хрестовоздвиженську церкву Києво-Печерської лаври (1700). Його сини — Григорій Павлович Герцик, Іван Павлович Герцик та Опанас Павлович Герцик — були прибічниками гетьмана І.Мазепи і пішли за ним у вигнання. Перша донька — Анна Герцик одружена з Пилипом Орликом, друга донька — Марія Герцик одружена з Володимиром Максимовичем, третя — Христина Герцик з Григорієм Новицьким
- Найвідоміший з синів — Герцик Григорій Павлович (нар.70-х-80-ті рр. XVII

 ст., м. Полтава — † після 1735, м. Москва) — бунчуковий товариш, наказний полтавський полковник (1705), генеральний осавул. Соратник Івана Мазепи.
- Герцик Олександра Олексіївна (1886, Полтава — 1964, Полтава) — українська актриса, дружина співака Івана Козловського.

Рід Герциків внесено до 2-ї частини Родовідної книги Полтавської губернії.